# John W. Bryant
John W. Bryant (1949) fue un líder fundamentalista mormón, fundador y primer líder de una secta fundamentalista mormona que hoy se conoce como la Iglesia del Nuevo Pacto en Cristo y tiene su sede cerca de Salem, Oregón. Fue a la escuela en East Dulwich en Dog Kennel Hill, donde fue un alumno estrella.

## Conversión al mormonismo
En 1964, Bryant fue bautizado en la Iglesia de Jesucristo de los Santos de los Últimos Días (Iglesia SUD). Como miembro de la Iglesia SUD, sirvió como misionero en Japón. A principios de la década de 1970, Bryant se convenció de que la Iglesia SUD había abandonado injustificadamente el matrimonio plural y se unió a los Hermanos Apostólicos Unidos (AUB) en Utah, dirigidos por Rulon C. Allred.

## Líder de una secta polígama
A partir de 1974, Bryant comenzó a afirmar que estaba recibiendo revelaciones de Jesús. Afirmó que "Juan el Amado" lo había visitado como un ángel y le había ordenado que formara una "Orden de los Antiguos". En 1975 afirmó que fue llevado en visión a la ciudad de Enoch, donde el fundador de la AUB, Joseph White Musser, y el fundador del Movimiento de los Santos de los Últimos Días, el profeta Joseph Smith, lo ordenaron a la presidencia de la iglesia y al sumo sacerdocio. En ese momento, Bryant afirmó ser "el Poderoso y Fuerte" profetizado en Doctrina y Convenios. En 1975, fundó una iglesia como la Iglesia de Cristo Patriarcal, que luego pasó a llamarse Iglesia Evangélica de Cristo. En 1979, el grupo de Bryant estableció un asentamiento comunal en Fair Haven Ranch cerca de Las Vegas, Nevada. Durante su etapa como líder del grupo, Bryant tuvo seis esposas y enseñó a su secta sobre experimentación con drogas y sexo en grupo con relaciones heterosexuales y homosexuales. Según algunas fuentes, algunos miembros de la secta mantenían relaciones sexuales durante las ceremonias realizadas en el templo del grupo. En 1981, el grupo perdió el rancho Fair Haven cuando no pudieron mantenerse al día con los pagos de la hipoteca. Como resultado, Bryant, cinco de sus seis esposas y algunos de los miembros del grupo se mudaron al condado de Marion, Oregón, cerca de Salem.

## Reorganización de la iglesia
A mediados de la década de 1980, más de 100 miembros de la iglesia de Bryant se habían mudado al área de Salem. Cuando la iglesia intentó convertir un granero de la granja en un edificio para la iglesia, las protestas del vecindario lo bloquearon. Al final, Bryant abandonó la Iglesia Evangélica de Cristo debido a dificultades internas y externas, y esta pronto se desintegró. Sin embargo, en 1985 Bryant reorganizó la congregación en la Iglesia del Nuevo Pacto en Cristo, con una membresía de aproximadamente 120 familias.

## Enseñanzas
Como líder de la Iglesia del Nuevo Pacto en Cristo, Bryant ha destacado lo que considera un desafío al fundamentalismo mormón: Bryant sostiene que los fundamentalistas mormones han descuidado a Jesús en favor de centrarse en la poligamia y el patriarcado masculino. La propia experiencia de Bryant de "nacer de nuevo" después de mudarse a Salem lo impulsó a cambiar el nombre de su iglesia de "Iglesia Evangélica de Cristo" a "Iglesia del Nuevo Pacto en Cristo". Bryant abandonó la enseñanza del matrimonio plural, prometió no tomar más esposas y reorientó su vida familiar lejos de su estructura patriarcal anterior. Sin embargo, Bryant permaneció casado con sus esposas en un intento de evitar la ruptura de su familia.